# Fosfolipasi A2

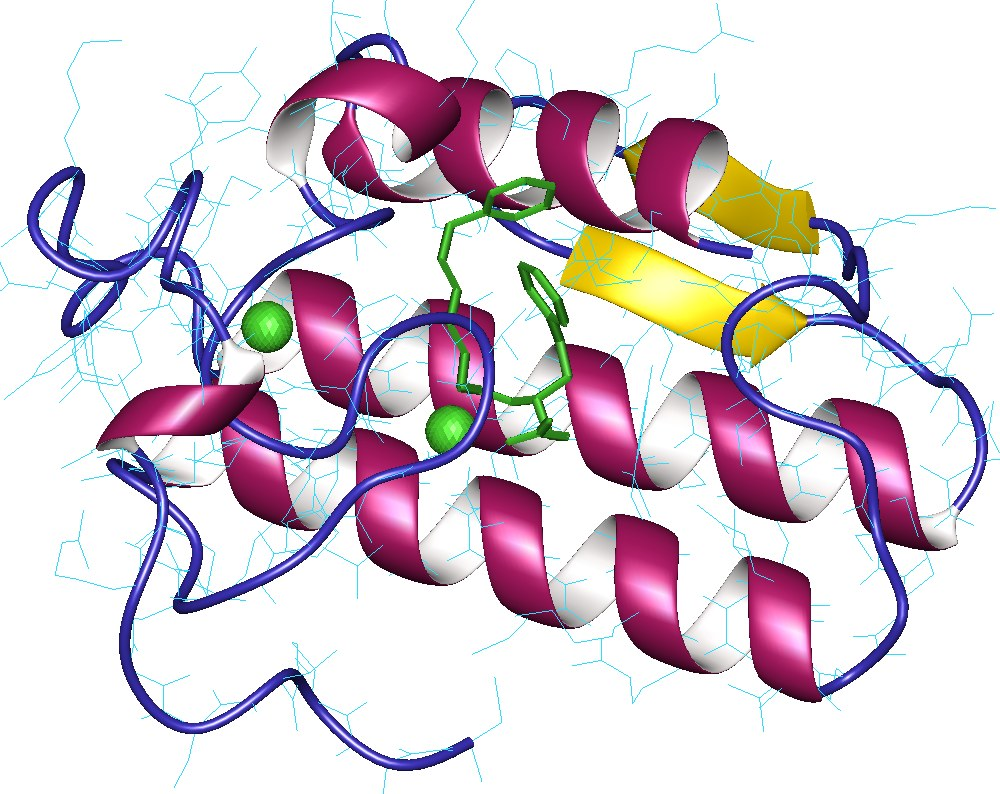
phospholipase A2, Human.

Attività della PLA2

La Fosfolipasi A2, abbreviata in PLA2, è un enzima che permette il rilascio degli acidi grassi in posizione 2 dei fosfolipidi.
Nello specifico, la PLA2 riconosce il legame sn-2 acil dei fosfolipidi e ne induce la catalisi idrolitica rilasciando acido arachidonico e lisofosfolipidi permettendo l'inizio della cascata dell'acido arachidonico.
La fosfolipasi è un enzima che può essere riscontrato, con le dovute differenze strutturali, nei mammiferi, negli insetti e nei veleni dei serpenti.
Il rilascio della PLA2 è fondamentale nel responso infiammatorio. Il rilascio e l'attività di tale enzima è regolato dalla sua fosforilazione e dai livelli di calcio. Quando la PLA2 è fosforilata dalla Mitogen-activated protein kinase a livello della serina-505 la PLA2 si trasforma nella forma attivata. Quando poi la fosforilazione è accoppiata all'influsso di ioni calcio la PLA2 migra verso la membrana cellulare dove catalizza la liberazione di acido arachidonico.
La fosforilazione della PLA2 può essere mediata anche dalla stimolazione di un ligando con alcuni recettori.
Si distinguono tre classi appartenenti alla famiglia delle PLA2: PLA2 secretorie (sPLA2), PLA2 citosoliche (cPLA2) e PLA2 Ca+2 indipendenti. 
Le sPLA2 o PLA2 a basso peso molecolare (p.m. 14-18 Kda) sono enzimi secreti dal pancreas o presenti nei liquidi biologici (liquido sinoviale, essudati) e nel veleno dei serpenti (vipera, cobra, serpente a sonagli).
Le cPLA2 sono enzimi citoplasmatici ad alto p.m. (80-110 Kda). La liberazione intracellulare di acido arachidonico (AA) indotta dai recettori è mediata principalmente dalla cPLA2, perché questa forma idrolizza di preferenza fosfolipidi contenenti AA. AA è il precursore della sintesi degli eicosanoidi, una rilevantissima classe di mediatori, che comprende prostaglandine, trombossano, leucotrieni e lipossine.
L'attivazione della PLA2 avviene in risposta alla formazione di messaggeri intracellulari, per cui non si verifica un rapporto così diretto con l'attivazione recettoriale come accade per le PLCbeta. La cPLA2 è regolata dalla concentrazione intracellulare di Ca+2 e dalla fosforilazione da parte della MAPK (mitogen-activated protein kinase). Concorre alla stimolazione della fosfolipasi anche la proteina regolatrice PAP (PLA2-activating protein).
La sensibilità della PLA2 al Ca+2 è dovuta alla presenza nella molecola di domini C2. In risposta all'aumento del Ca+2 intracellulare, la PLA2 migra dal citoplasma alle membrane del nucleo e del reticolo endoplasmatico, grazie alla interazione dei domini C2 con i fosfolipidi di membrana. Il Ca+2 legato a C2 si comporta da ponte molecolare tra la PLA2 e i fosfolipidi anionici e soprattutto neutralizza le loro cariche negative, permettendo interazioni idrofobiche tra il dominio C2 e le membrane endocellulari. 
Altri enzimi coinvolti nella produzione di eicosanoidi sono localizzati sulle membrane interne, in particolare ciclossigenasi, 5-lipossigenasi, 5-lipoxygenase activating protein (FLAP) e leucotriene C-sintetasi.
I glucocorticoidi debbono parte della propria azione antinfiammatoria alla inibizione della trascrizione di cPLA2 e alla stimolazione della produzione di lipocortina 1, una proteina che inibisce la cPLA2.